# Regalia Imperial

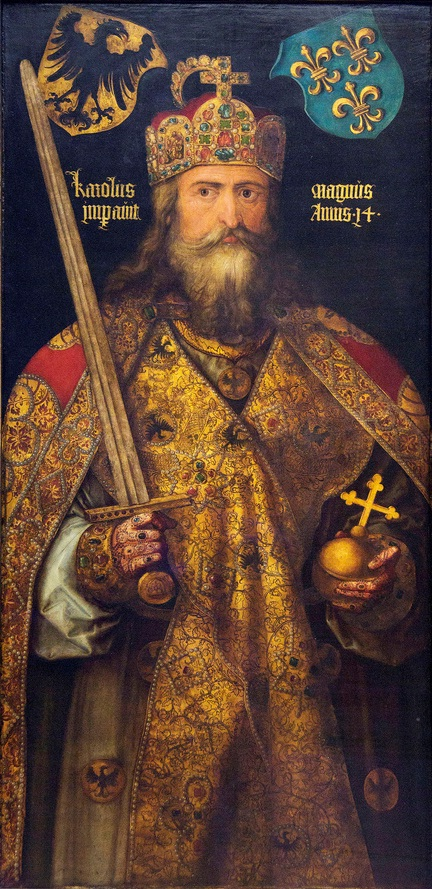
Carlos Magno,vestindo a Regalia Imperial. Um retrato imaginário deAlbrecht Dürer

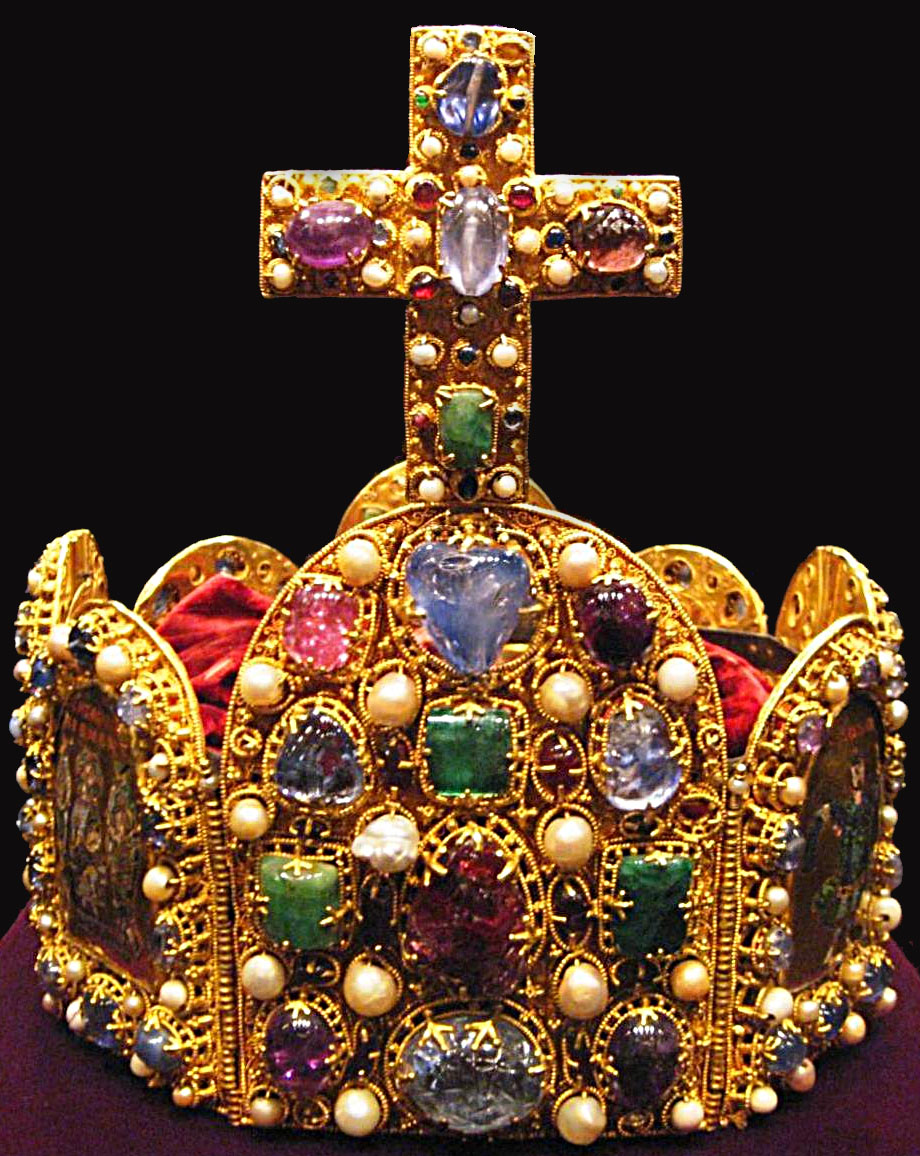
Coroa Imperial (Reichskrone)

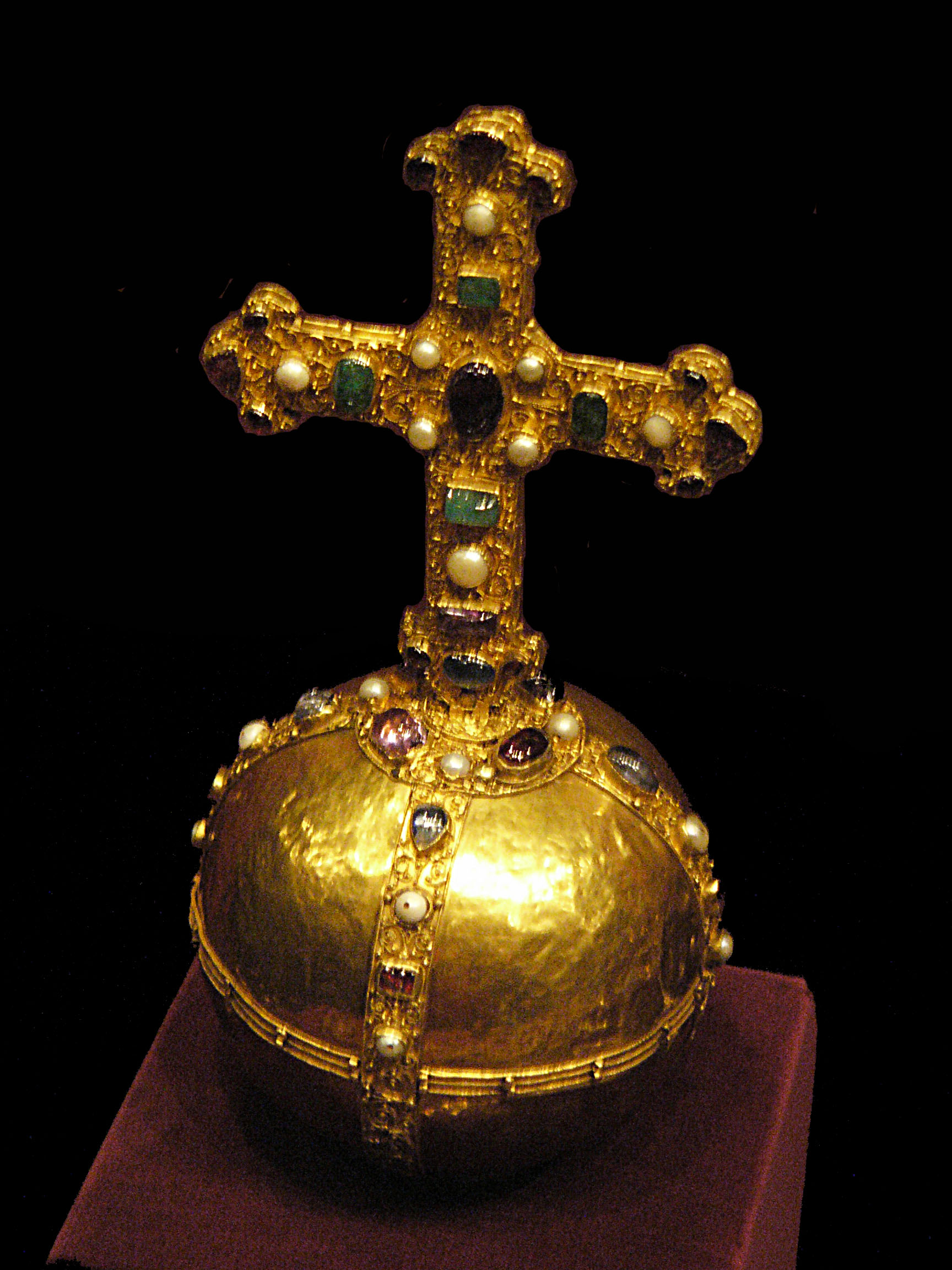
Orbe Imperial (Reichsapfel)

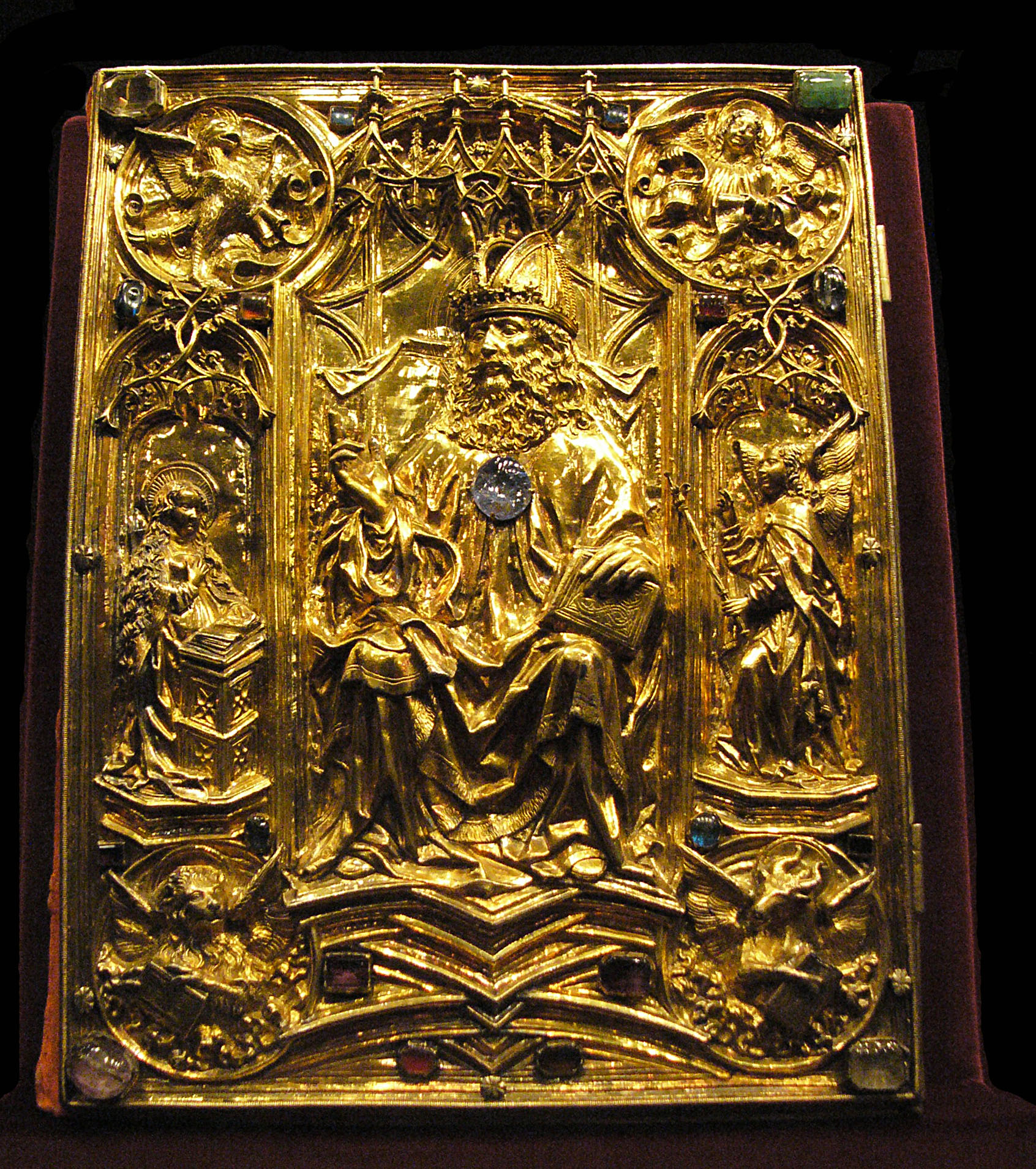
Coroação Evangelho (Krönungsevangeliar)

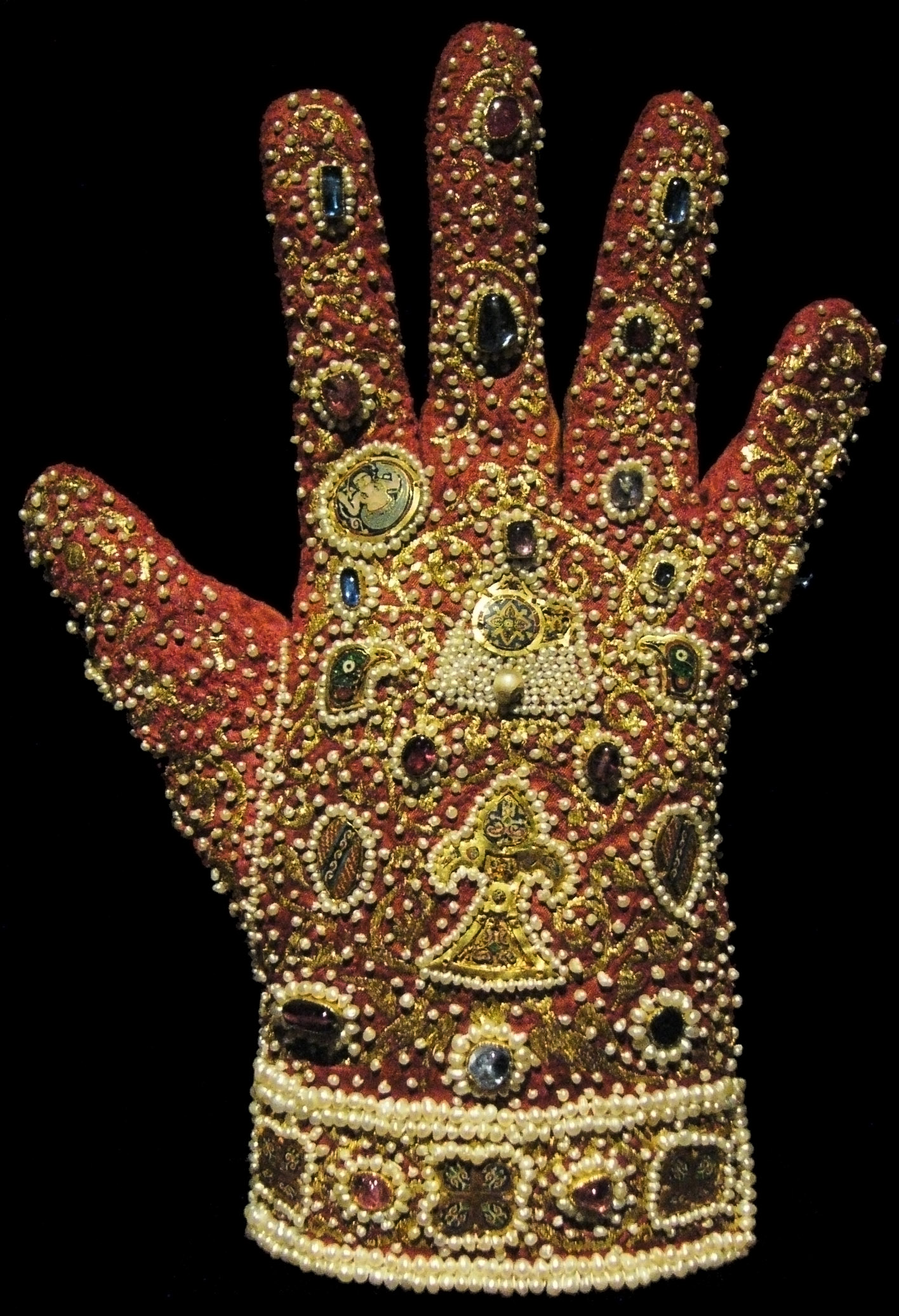
Luva de Palermo antes 1220

A Imperial Regalia, ou insígnias da Coroa ou joias da coroa (em alemão: Reichskleinodien ou Reichsschatz), são as regalias dos Imperadores e reis do Sacro Império Romano-Germânico. As partes mais importantes são a coroa imperial, a lança sagrada e a espada imperial. Hoje, elas são mantidas na Schatzkammer (Casa do Tesouro do Palácio Imperial de Hofburg, em Viena, Áustria).
A Regalia Imperial é a única regalia totalmente preservada da Idade Média.
Durante o final da Idade Média, a palavra Imperial Regalia (Reichskleinodien) teve muitas variações na língua latina. As insígnias eram nomeadas em latim: imperialia insignias, insignias regalia, insignias imperalis, capellae quae regalia palavras dicuntur, entre outras.

## Componentes
A regalia é composta por duas partes distintas. O maior grupo é o chamado Nürnberger Kleinodien (traduzido aproximadamente joias de Nuremberga), nomeado de ser na cidade de Nuremberga, o local onde foram mantidas as Regalias de 1424 a 1796. Esta parte compreendeu a coroa imperial, partes da vestimenta da coroação, cetro, o orbe imperial, cruz cerimonial, lança do destino, espada cerimonial, espada imperial e todos relicários, exceto a bolsa de Santo Estêvão.
A bolsa de Santo Estêvão, a imperial bíblia, e os chamados sabre de Carlos Magno foram mantidos em Aquisgrão até 1794. É por isso que a menor parte é chamada Aachener Kleinodien (joias de Aquisgrão). Não se sabe desde quando essa parte foi incluída entre as insígnias imperiais, nem quanto tempo essas regalias eram mantidas em Aquisgrão.
| Em Viena:                                                                                                  |                                              |
| Regalia de Aquisgrão (Aachener Kleinodien)                                                                 | Provável local de origem e data de produção  |
| Evangelho Imperial ou Evangelho da Coroação (Reichsevangeliar or Krönungsevangeliar) (Bíblia do Imperador) | Aquisgrão, final do século VIII              |
| Bolsa de Santo Estêvão (Stephansbursa)                                                                     | Carolíngia, primeiro terço do século IX      |
| Sabre de Carlos Magno (Säbel Karl des Großen)                                                              | Europa Oriental, segundo metade do século IX |

| Regalia de Nuremberga (Nürnberger Kleinodien)             | Provável local de origem e produção            |
| --------------------------------------------------------- | ---------------------------------------------- |
| Coroa Imperial (Reichskrone)                              | Alemanha Ocidental, segunda metade do século X |
| Cruz Imperial (Reichskreuz)                               | Alemanha ocidental, em torno de 1024/1025      |
| Lança Sagrada (Heilige Lanze)                             | Lombardia, séculos IX e X                      |
| Relíquias da Verdadeira Cruz (Kreuzpartikel)              |                                                |
| Espada Imperial (Reichsschwert)                           | Bainha da Alemanha, segundo terço do século XI |
| Orbe Imperial (Reichsapfel)                               | Alemanha ocidental, final do século XII        |
| Manto da Coroação (Krönungsmantel) (Pluviale)             | Palermo, 1133/34                               |
| Alb]]                                                     | Palermo, 1181                                  |
| Dalmática Alba (Dalmática ou Tunicela)                    | Palermo, próximo a 1140                        |
| Meias                                                     | Palermo, próximo a 1170                        |
| Sapatos                                                   | Palermo, em torno de 1130 ou 1220              |
| Luvas                                                     | Palermo, 1220                                  |
| Espada Cerimonial (Zeremonienschwert)                     | Palermo, 1220                                  |
| Estola (Stola)                                            | Itália Central, antes de 1338                  |
| Dalmática de Águia (Adlerdalmatica)                       | Alta Alemanha, antes de 1350                   |
| Cetro Imperial (Zepter)                                   | Alemanha, 1ªmetade do XIV                      |
| Aspersório                                                | Alemanha, 1ª. metade do século XIV             |
| Relicário com correntes                                   | Roma ou Praga, em torno de 1368                |
| Relicário com um pedaço da vestimenta de João evangelista | Roma ou Praga, cerca de 1368                   |
| Relicário com um corte do presépio de Jesus               | Roma ou Praga, cerca de 1368                   |
| Relicário com um osso do braço de Santa Ana               | provavelmente em Praga após 1350               |
| Relicário com um dente de João Batista                    | Boémia, após 1350                              |
| Caixa (Futteral) da Coroa Imperial                        | Praga, após 1350                               |
| Relicário com um pedaço da toalha usada na Última Ceia    |                                                |

## História

### Idade Média
O inventário das regalias, no final da Idade Média, normalmente consistia apenas de 5 a 6 itens. Godofredo de Viterbo contou os seguintes itens: a Cruz Imperial, a Lança Sagrada, a coroa, o cetro, o globo, e da espada. Em outras listas, no entanto, a espada não é mencionado.
Quer as crônicas medievais realmente fazem referência à mesma Regalia, que são mantidas em Viena hoje, depende de uma variedade de fatores. As descrições dos Imperadores só falava deles serem "revestidos de Regalias Imperiais", sem descrever exatamente quais itens eram.
A coroa é nomeada no século XIII, quando ela é descrito em um poema medieval. O poema fala doWaise(isto é,A Orfã) de pedra, que era uma joia grande e proeminente na parte frontal da coroa, provavelmente, um branco opala com uma excepcionalmente fogo brilhante vermelho e desde então tem sido substituído por um triangular azul (safira). A primeira imagem definitiva pictórica da Coroa só pode ser encontrada mais tarde em um mural no Castelo de Karlstein perto de Praga.
Também é difícil de definir por quanto tempo o Cerimonial Imperial e as Espadas têm pertencido à Regalia.

## Literatura
- Weltliche Schatzkammer Geistliche und. Bildführer. Kunsthistorischen Museum, de Viena. 1987. ISBN 3-7017-0499-6
- Fillitz, Hermann. Die Schatzkammer em Wien: Kaisertums abendländischen Symbole. Viena, 1986. ISBN 3-7017-0443-0
- Fillitz, Hermann. Die Insignien und des Kleinodien Reiches römischen Heiligen, 1954.
- Heigl, Peter. A Imperial Regalia na Bunker nazista / Der Nazibunker im Reichsschatz. Nuremberg de 2005. ISBN 3-9810269-1-8